# Chiesa del Santissimo Crocifisso (Suvereto)
La chiesa del Crocifisso è un luogo di culto cattolico che si trova accanto al chiostro dell'ex convento di San Francesco di Suvereto.
La chiesa fu eretta nel XVI secolo per ospitare un Cristo Crocifisso, patrono di Suvereto; la scultura, in legno, databile al XIV secolo, è grandemente venerata e portata in processione il 15 settembre in occasione della festa patronale.